# Saana (Vorname)
Saana ist ein weiblicher Vorname.

## Herkunft und Bedeutung
Der finnische Name stammt von dem gleichnamigen Berg (Saana) in Nordfinnland ab.

## Bekannte Namensträgerinnen
- Saana Koljonen (* 1988), finnische Volleyballnationalspielerin